# 蔚山東部警察署
蔚山東部警察署（ウルサンドンブけいさつしょ）は、蔚山地方警察庁所管の警察署である。

## 管轄区域
- 東区
- 北区のうち楊亭洞、塩浦洞、江東洞

## 沿革
- 1991年12月3日 - 開署に伴い蔚山警察署（現：蔚山中部警察署）から一部支署を移管
- 1992年10月17日 - 蔚山中部警察署から楊亭、塩浦派出所を編入
- 1997年7月2日 - 慶南地方警察庁の所属から蔚山地方警察庁の所属になる。これに伴い東部警察署に改称
- 2001年12月28日 - 蔚山東部警察署に戻す

## 組織
- 警務課
- 生活安全課
- 捜査課
- 刑事課
- 警備交通課
- 情報保安課

## 管轄地区隊
東区
- 方魚津地区隊
- 田下地区隊

## 管轄派出所
東区
- 南牧派出所
- 西部派出所

北区
- 江東派出所
- 楊亭派出所

## 管轄治安センター
東区
- 一山治安センター